# ۱۳۱۷ (میلادی)
۱۳۱۷ (میلادی) هزار و سیصد و هفدهمین سال تقویم میلادی است.

## رویدادها

### دسامبر
- ۱۰ دسامبر تا ۱۱ دسامبر - پادشاه بیرگر سوئد، دستور داد برادرانش، دوک اریک و والدمار، را در ضیافت نوشوپینگ دستگیر کرده و به سیاه چال انداختند. این دستور برای انتقام‌گیری از این بودکه این برادران او را در بازی‌های هاتونا در سال ۱۳۰۶ زندانی کرده بودند. پس مردن دوک‌ها از گرسنگی در سیاه‌چال، پیروان آنها علیه پادشاه شورش می‌کنند و سوئد را وارد جنگ داخلی می‌کنند که در آن شاه در سال ۱۳۱۸ خلع می‌شود.

### تاریخ نامعلوم
- پایان قحطی بزرگ ۱۳۱۵–۱۳۱۷
- پاپ پاپ ژان بیست‌ودوم اسقف‌نشین‌های لوچون، مایلزایس، و تول را برپا می‌کند و حکم Spondent Pariter را صادر می‌کند که کیمیاگری را ممنوع می‌کند، اما شیمی را نه (که خود ژان آن را مطالعه کرده بود).
- یک سند مجارستانی برای اولین بار از باساراب یکم والاچیا به عنوان رهبر والاچیا یاد می‌کند (مورخین تخمین می‌زنند که او از حدود سال ۱۳۱۰ بر تخت سلطنت نشسته‌است). باساراب اولین ووی‌ود والاچیا به عنوان یک کشور مستقل و بنیانگذار خاندان باساراب شد.

## زادگان
- مایکل دوم بارون پوینینگ، شوالیه انگلیسی (درگذشته ۱۳۶۹)
- اوفمیای سوئد، شاهزاده خانم (درگدشته ۱۳۷۰)

## درگذشتگان
- ۷ فوریه – روبرت، کنت کلرمون، بنیانگذار فرانسوی خانه بوربن (زادهٔ ۱۲۵۶)
- ج ۲۳ ژوئن – تاوون گی، حاکم تونگو، ترور شد (۱۲۵۸ قبل از میلاد)
- ۸ اکتبر – امپراتور فوشیمی ژاپن (زادهٔ ۱۲۶۵)
- ۲۸ نوامبر – ییشان یینینگ، راهب ذن و نویسنده چینی که در ژاپن تدریس می‌کرد (زادهٔ ۱۲۴۷)
- تاریخ نامعلوم
  - رام کهامهنگ بزرگ، پادشاه سوکوتای (زادهٔ ۱۲۳۹)
  - مادهواچاریا، قدیس هندی (متولد ۱۲۳۸)
  - اگنس مونتپولسیانو، قدیس ایتالیایی (زادهٔ ۱۲۶۸)
  - بونیفاس ورونا
  - جان اول اورسینی، کنت سفالونیا

‎